# Quatre Impressions norvégiennes

Les Quatre impressions norvégiennes pour orchestre est une suite orchestrale en quatre parties d’Igor Stravinsky. Composée en 1942, elle est créée le 13 janvier 1944 à Cambridge sous la direction du compositeur. Prévus à l'origine pour une musique de film sur l'invasion nazie en Norvège, ces thèmes norvégiens pris dans le folklore populaire ont été arrangéset réunis dans cette suite.

## Structure
1. Intrada : un thème est exposé aux cors, le deuxième aux violons.
2. Song : la mélodie est exposée par le cor anglais, le hautbois, le basson et la flûte.
3. Wedding dance : danse de noces staccato.
4. Cortège : d'un rythme appuyé avec un épisode médian léger et animé.

- Durée d'exécution : neuf minutes.